# Rumer Willis
Rumer Willis er en amerikansk skuespiller, der er datter af Bruce Willis og Demi Moore.

## Filmografi
Film
| År   | Titel                         | Rolle                             | Noter                  |
| ---- | ----------------------------- | --------------------------------- | ---------------------- |
| 1995 | Now and Then                  | Angela Albertson                  | Credited as Willa Glen |
| 1996 | Striptease                    | Angela Grant                      | Credited as Willa Glen |
| 2000 | The Whole Nine Yards          | Girl Running Between Jimmy and Oz | Uncredited             |
| 2005 | Hostage                       | Amanda Tally                      |                        |
| 2008 | From Within                   | Natalie                           |                        |
| 2008 | The House Bunny               | Joanne                            |                        |
| 2008 | Streak                        | Drea                              | Short film             |
| 2008 | Whore                         | Smoking Girl                      |                        |
| 2009 | Wild Cherry                   | Katelyn Chase                     |                        |
| 2009 | Sorority Row                  | Ellie Morris                      |                        |
| 2012 | Six Letter Word               | Zoe                               | Short film             |
| 2012 | The Diary of Preston Plummer  | Kate Cather                       |                        |
| 2013 | The Ganzfeld Experiment       | Lucky                             |                        |
| 2013 | The Odd Way Home              | Maya                              |                        |
| 2014 | Return to Sender              | Darlene                           |                        |
| 2014 | There's Always Woodstock      | Emily                             |                        |
| 2015 | The Escort                    | Dana                              |                        |
| 2017 | Hello Again                   | Emily                             |                        |
| 2018 | Woman on the Edge             | Susan                             |                        |
| 2018 | Da hong zha                   | Julia                             |                        |
| 2018 | Future World                  | Rosie                             |                        |
| 2018 | Air Strike                    | Nurse Julia                       |                        |
| 2019 | What Lies Ahead               | Raven                             |                        |
| 2019 | Once Upon a Time in Hollywood | Joanna Pettet                     |                        |
| 2023 | My Divorce Party              | Ren                               | Post Production        |

Tv
| År        | Titel                                    | Rolle                      | Noter                                     |
| --------- | ---------------------------------------- | -------------------------- | ----------------------------------------- |
| 2008      | Miss Guided                              | Shawna                     | Episode: "Frenemies"                      |
| 2008      | Army Wives                               | Renee Talbott              | Episode: "Transitions"                    |
| 2008      | CSI: NY                                  | Mackendra Taylor           | Episode: "My Name Is Mac Taylor"          |
| 2009      | Medium                                   | Bethany Simmons            | Episode: "The First Bite Is the Deepest"  |
| 2009      | The Secret Life of the American Teenager | Heather                    | Episode: "Knocked Up, Who's There?"       |
| 2009–2010 | 90210                                    | Gia Mannetti               | Recurring role; 10 episodes               |
| 2012      | Workaholics                              | Lisa                       | Episode: "True Dromance"                  |
| 2012–2013 | Hawaii Five-0                            | Sabrina Lane               | Guest role; 2 episodes                    |
| 2013      | Pretty Little Liars                      | Zoe                        | Episode: "The Guilty Girl's Handbook"     |
| 2014      | Miss USA                                 | Herself / Judge            | Television special                        |
| 2015      | Dancing with the Stars                   | Herself / Contestant       | Season 20 Champion                        |
| 2016      | Robot Chicken                            | Lila, Kathy, Clawdeen Wolf | Voice role; episode: "Yogurt in a Bag"ko  |
| 2017      | Lip Sync Battle                          | Herself / Competitor       | Episode: "Rumer Willis vs. Bryshere Gray" |
| 2017–2018 | Empire                                   | Tory Ash                   | 22 episodes                               |
| 2019      | The Masked Singer                        | Lion                       | 7 episodes                                |
| 2020      | Floored                                  | Herself / Guest Judge      | Episode: "Tapped Out!"                    |
| 2020      | Barkitecture                             | Herself                    | Episode: "Rumer Willis: Canine Camper"    |
| 2020      | 9-1-1                                    | Georgia                    | Episode: "What's Next"                    |

Musikvideoer
| Year | Title                             | Artist                                |
| ---- | --------------------------------- | ------------------------------------- |
| 2007 | "Still in Love with You"          | Five A.M.                             |
| 2009 | "Get U Home"                      | Shwayze                               |
| 2014 | "Imagine" (UNICEF: World version) | Various                               |
| 2017 | "Crazy Crazy 4 U"                 | Cast of Empire featuring Rumer Willis |
| 2018 | "SOS"                             | Cher                                  |